# Keukenhof
Keukenhof známý také jako „Zahrada Evropy“, je největším květinovým parkem v Nizozemsku a zároveň i v Evropě. Byl založen v roce 1949 poblíž městečka Lisse v provincii Jižní Holandsko (nizozemsky Zuid-Holland).

## Historie
Květinový park Keukenhof se nachází na bývalém loveckém území, patřícím do panství Teylingen. V 15. století byla majitelkou tohoto území Jacoba, hraběnka z Hennegau, Holandska a Seelandu, která žila na blízkém zámku a zemřela tam ve věku 35 let. Jacoba byla jediná dcera a dědička vévody Viléma II. von Straubing-Holland z rodu Wittelsbachů. Název Keukenhof odpovídá nizozemskému výrazu pro „kuchyňský dvůr“, neboť na tomto území se nacházela zahrada pro potřeby zámecké kuchyně.
V roce 1840 byl na území vytvořen park, navržený zahradním architektem Zocherem, který byl mimo jiné autorem amsterdamského Vondelparku. V roce 1949 byla severní část tohoto území poprvé použita k výstavě cibulovitých květin na podnět tehdejšího starosty městečka Lisse jménem W.J.H. Lambooy. Pro veřejnost byla květinová zahrada Keukenhof poprvé otevřena roku 1950.

## Současnost
V současné době se park rozkládá na 32 hektarech a každoročně zde vykvete 6 až 7 milionů především cibulovitých květin jako jsou krokusy, narcisy, tulipány, hyacinty, lilie a další. Park je obsluhován 24 zahradníky a je pro veřejnost otevřen od března do května. Do Keukenhofu se lze dopravit nejlépe autobusem, který odjíždí z vlakového nádraží v Leidenu. V parku jsou pořádány různé výstavy v několika altánech, pojmenovaných po nizozemském královském rodu Oranje-Nassau a jeho členech:
- Oranje Nassau
- Willem Alexander
- Beatrix
- Juliana
- Wilhelmina

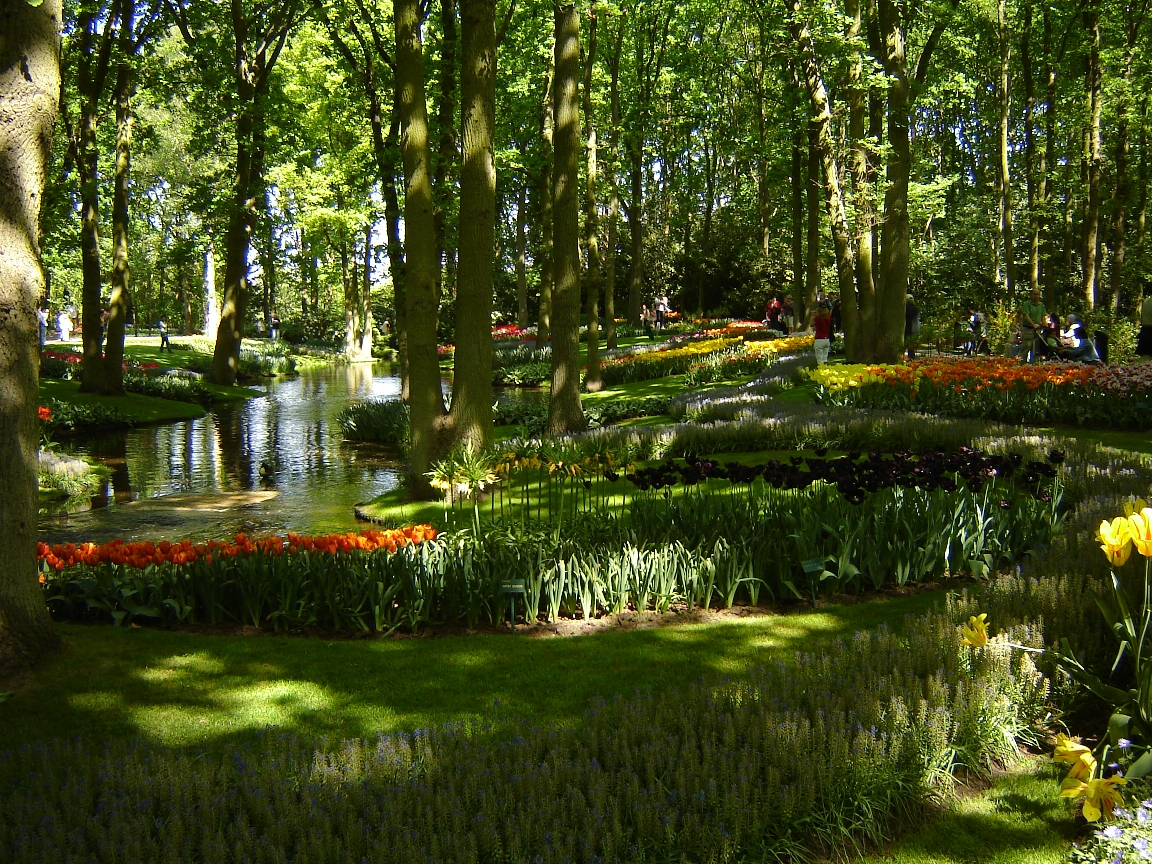
Květinový park
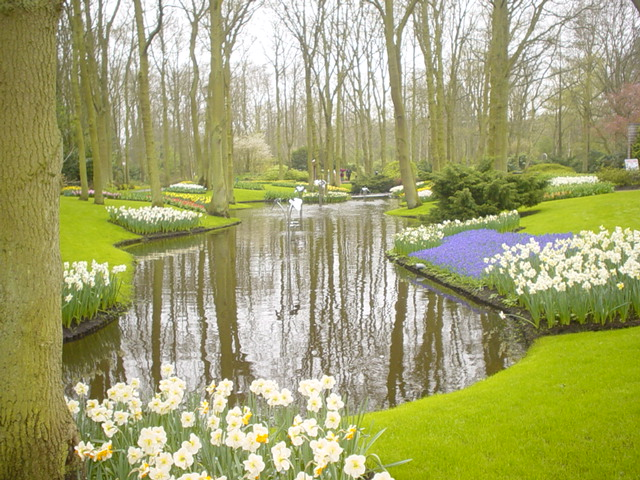
Květinový park
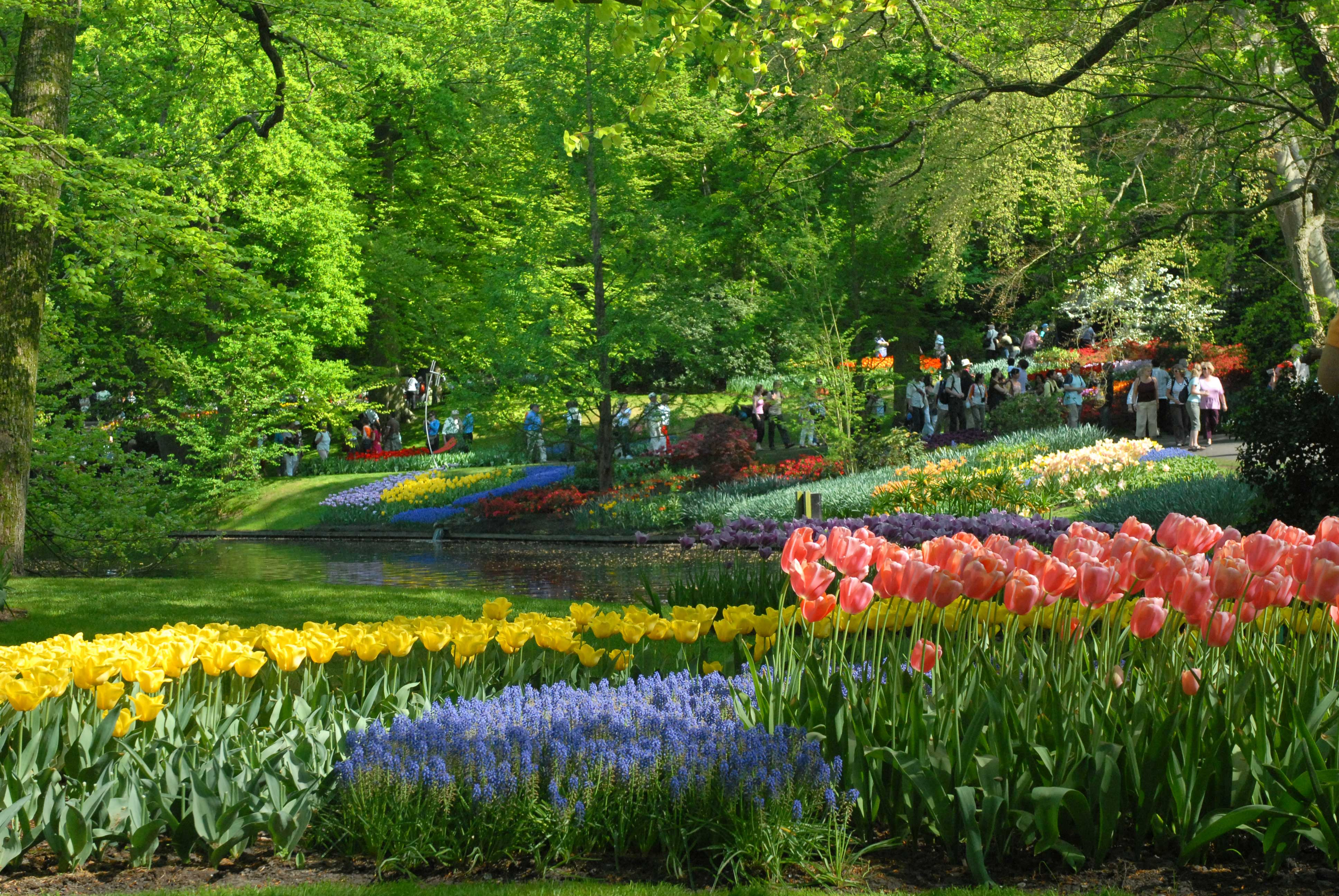
Květinový park
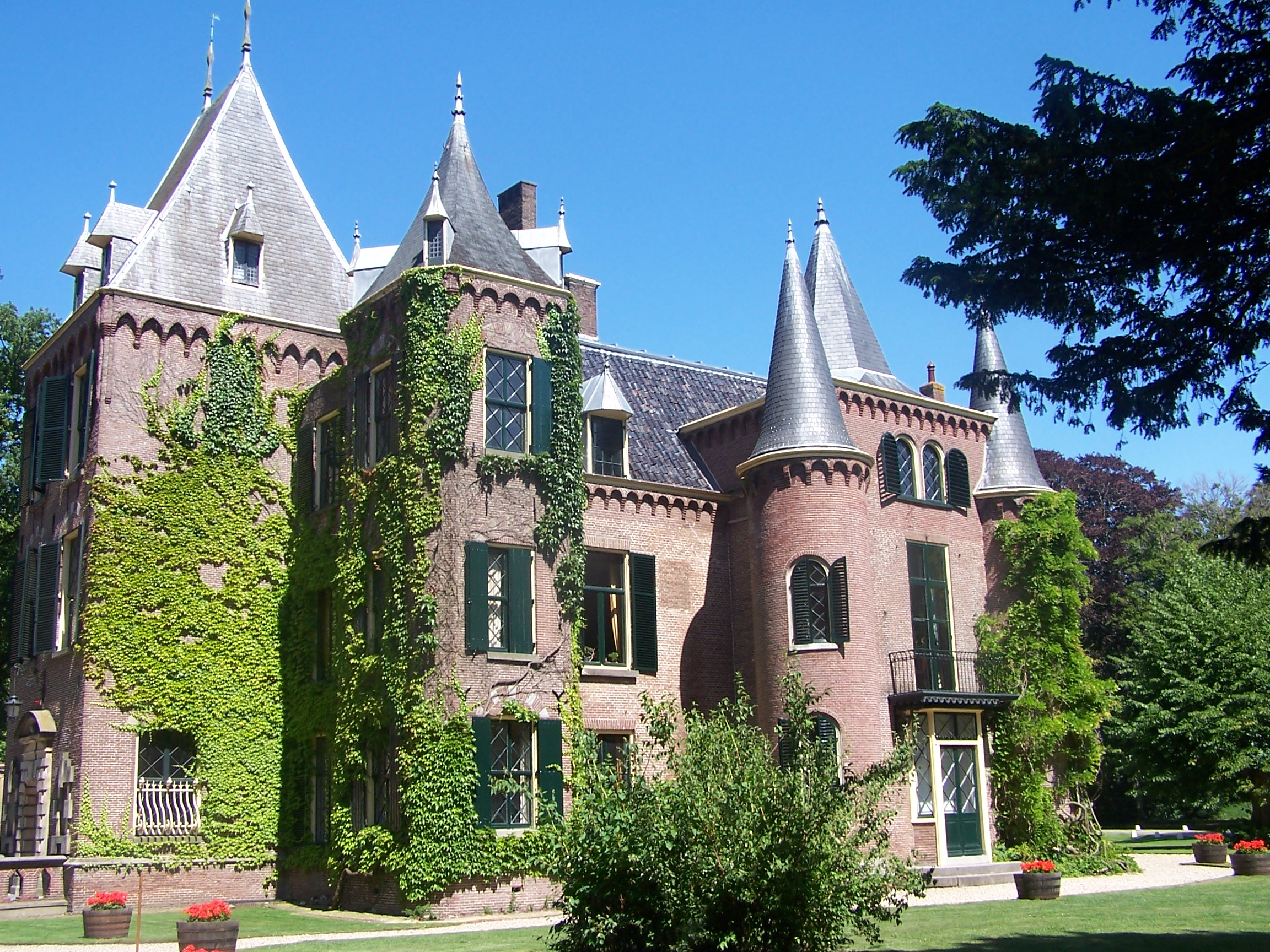
Zámek Keukenhof